# Višeplatformski
Pojam višeplatformski ↓1 ili višeplatformni (eng. cross-platform, multi-platform) informatički je pojam koji se pridodaje nečemu što se može rabiti na raznim platformama (hardveru ili operacijskim sustavima). Pojam višeplatformski ne treba se miješati s pojmom platformski neovisan, koji je još uži.

## Primjeri
Jedan od najpoznatijih višeplatformskih projekata je programski jezik Java, tvrtke Sun Microsystems koji se može izvršavati na GNU/Linux distribucijama, Windowsima i drugim poznatijim operacijskim sustavima, a, uz određena ograničenja, i na mobilnim uređajima (J2ME verzija). Uz ovaj primjer, tu je i PHP (PHP Hypertext Pre-processor) jezik za web-poslužitelje koji ima više verzija, koje se mogu izvršavati na više operacijskih sustava.